# Antoine Ier de Rubempré
 (décembre 2024).
Antoine Ier de Rubempré (1278 – 1335) est un noble médiéval, seigneur de Rubempré, d'Authie, de Glisieu et d'Eggicourt. Fils aîné de Baudouin II de Rubempré et de Jolente de Grandpré, Antoine Ier est le 4e seigneur de Rubempré et le descendant prétendu de la famille royale de Hongrie.

## Origines et héritage familial
Antoine Ier de Rubempré naît en 1278 dans une famille picarde du XIIIe siècle. Son père, Baudouin II de Rubempré, était le troisième seigneur de Rubempré et descendant de André II de Hongrie. Cette ascendance, transmise depuis Alexandre Sans-Terre, conférait aux seigneurs de Rubempré le statut symbolique de prétendants légitimes au trône de Hongrie.
Sa mère, Jolente de Grandpré, était fille d’Henri, comte de Grandpré, et d’Isabelle de Luxembourg, renforçant ainsi les liens entre Rubempré et les grandes maisons comtales et ducales de France et du Saint-Empire romain germanique.
En tant qu’aîné d’une fratrie de cinq enfants, Antoine hérita des titres de son père et devint seigneur de Rubempré, ainsi que d’Authie, de Glisieu et d'Eggicourt.

## Mariage et descendance
En 1304, Antoine épouse Marie-Anne de Coucy (1285-1333), fille d’Enguerrand VI de Coucy, puissant seigneur de Coucy et de Montmirel, et de Catherine d'Autriche.
De cette union naît un fils unique :
Jean Ier de Rubempré, qui reprend les titres et seigneuries familiales.

## Rôle féodal et contexte historique
Antoine Ier vécut à une époque marquée par les tensions des grandes maisons aristocratiques et l’affirmation croissante de l’autorité royale. Située entre les Flandres, la Picardie et l’Artois, la seigneurie de Rubempré jouissait d’une position stratégique. Bien qu’aucune source directe ne le rattache à des guerres notables, il est probable qu’Antoine ait participé à la défense de ses terres, notamment après la bataille de Courtrai (1302). Son mariage avec Marie-Anne de Coucy, issue d'une famille alliée aux souverains européens, a certainement renforcé sa position dans cette région instable.

## Héritage et légitimité symbolique
Outre ses possessions territoriales, Antoine Ier perpétua la légende familiale à propos de la prétention des Rubempré au trône de Hongrie, bien que cette prétention ne soit qu’honorifique.

## Fin de vie et postérité
Antoine Ier de Rubempré meurt en 1335, après une vie consacrée à l’administration de ses terres et au renforcement des alliances de sa maison. Il est inhumé dans la chapelle familiale, à proximité de Rubempré. Son fils unique, Jean Ier de Rubempré, hérite des titres et poursuit la lignée et perpétue leur légitimité au trône de Hongrie.